# Errol Spence Jr.
Errol Spence Jr. (Long Island, Nueva York, 3 de marzo de 1990) es un boxeador profesional estadounidense. Ha sido campeón unificado de peso wélter, ostentando el título de la International Boxing Federation (IBF) desde 2017, el título del World Boxing Council (WBC) desde 2019, y el título de la World Boxing Association (WBA) (Súper) desde 2022. Como amateur, en la división de peso wélter, ganó tres campeonatos naciones de Estados Unidos consecutivamente y representó a Estados Unidos en los Juegos Olímpicos de 2012, donde llegó a los cuartos de final. En 2015, Spence fue nombrado Prospecto del Año por ESPN.
Desde mayo de 2022, Spence está rankeado como el mejor cuarto mejor boxeador activo del mundo, Libra por libra, por ESPN, la revista The Ring y TBRB, quinto por la Boxing Writers Association of America y octavo por BoxRec. También está rankeado como el mejor peso wétler activo del mundo por The Ring, and TBRB, y segundo por BoxRec y ESPN. Su porcentaje de knockout es del 78%.

## Carrera profesional

### Ascendiendo en los rankings
El 11 de abril de 2015, Spence derrotó a Samuel Vargas por nocaut técnico en la ronda 4 de 10 en una cartelera de campeones Premier Boxing Champions en el Barclays Center en Brooklyn, Nueva York, llevando su récord a 16-0. El 16 de mayo, se anunció que Spence aparecería en la cartelera de Shawn Porter contra Adrien Broner el 20 de junio en el MGM Grand Arena. Spence derrotó a Phil Lo Greco (26-1, 14 KOs) por nocaut técnico en el tercer asalto. Spence estaba programado originalmente para luchar contra Roberto García. García se retiró de la pelea tres días antes de la tarjeta debido a problemas de peso. Spence conectó 73 de 142 lanzados (51%) y Lo Greco conectó 19 de 132 (14%).
Spence peleó en la cartelera previa de Stevenson-Karpency contra Chris van Heerden en el Ricoh Coliseum. El árbitro detuvo la pelea en la ronda 8, luego de que Spence derribara a van Heerden dos veces en la ronda 7 para ganar el título de peso wélter internacional de la FIB.
En octubre de 2015 se anunció que Spence pelearía próximamente en The Bomb Factory en Dallas el 28 de noviembre contra el boxeador mexicano Alejandro Barrera (28-2, 18 KOs). Spence derrotó a Barrera por nocaut técnico en el quinto asalto. Esta fue una eliminatoria de la FIB para el puesto número 2 en sus clasificaciones de contendientes de peso wélter. Spence estaba por delante en las tres tarjetas de puntuación de los jueces (40-36, 3 veces).
Spence fue nombrado prospecto del año 2015 de ESPN.com.

#### Spence vs. Algieri
El 10 de marzo de 2016, se anunció que Spence pelearía contra el ex campeón de peso wélter ligero Chris Algieri en el Barclays Center en Brooklyn el 16 de abril, su mayor pelea hasta la fecha. La pelea estaba programada para 10 rondas. Frente a una multitud pro-Algieri de 7.628, Spence se convirtió en el primer boxeador en detener a Algieri. Este fue el séptimo nocaut consecutivo de Spence. El final llegó cuando Spence entregó un gancho de izquierda a la cara de Algieri. El tiro duro envió a Algieri directo al lienzo y el árbitro Benjy Esteves renunció al conteo. Después de la pelea, Spence dijo "Kell Brook sabe qué hora es. Tenemos que subir al ring y pelear". IBF luego declaró que Spence debe tener una eliminatoria final antes de ser declarado retador obligatorio. Para la pelea, Spence ganó $225,000 mientras que Algieri ganó $325,000. Las estadísticas de golpes de CompuBox mostraron que Spence conectó 96 de 311 golpes (31%), mientras que Algieri conectó 36 de 114 lanzados (32%). La pelea promedió 1.482 millones de espectadores en NBC.

#### Spence vs. Bundu
El 16 de mayo de 2016, Spence negó que su equipo rechazara una pelea contra Brook, que previamente había sido insinuada por Eddie Hearn, el promotor de Brook. Spence dijo que la FIB le había ordenado luchar contra su contrincante # 3 Konstantin Ponomarev para convertirse en el retador obligatorio de Brook. Aunque no hubo acuerdos para luchar, el 9 de junio, Ponomarev se lesionó la mano, lo que lo obligó a salir de la eliminatoria. En cambio, se confirmó que Spence Jr. pelearía contra el IBF #7 Leonard Bundu (33-1-2, 12 KOs) en la eliminatoria el 28 de agosto en el Anfiteatro Ford. La pelea sería transmitida en una edición de Sunday Boxing Champions en NBC.
Spence se centró en derribar a Bundu desde el principio. Después de cinco rondas de un solo lado, Spence respaldó a Bundu contra las cuerdas y conectó un uppercut que derribó a Bundu. El árbitro Johnny Callas paró la pelea sin iniciar un conteo. Después de la pelea, Spence Jr. reiteró su deseo de convertirse en campeón mundial de la FIB declarando: "Definitivamente quiero mi oportunidad para Kell Brook y su título, lo quiero el siguiente. Si abandona o es despojado, entonces pelearé por su título vacante. He pagado mi deuda "Para la pelea, Spence recibió $250,000 en comparación con el bolso de Bundu de $30,000. La pelea atrajo a 4.8 millones de espectadores en NBC y alcanzó un máximo de 6.34 millones. Esta fue la audiencia televisiva más alta para el boxeo en más de 10 años en los Estados Unidos.

### Campeón mundial de la FIB

#### Spence vs. Brook
Frente a 30,000 fanáticos,la pelea fue bastante pareja hasta la ronda 10 donde Spencer derribó a Brook, y finalmente detuvo a Brook en el asalto 11 para ganar el título wélter de la FIB después de 11 rondas. En una pelea donde la mayoría de los golpes de poder se realizaron, Spence lanzó combinaciones a la cabeza y al cuerpo, desgastando gradualmente a Brook. Brook hizo bien trabajando en el mostrador, y conectó sus propios tiros al cuerpo. En la ronda 10, Spence acorraló a Brook contra las cuerdas y descargó algunos golpes de poder. En la ronda 11, Brook indicó muchas veces que no podía ver a través del ojo izquierdo y voluntariamente se arrodilló. El árbitro comenzó el conteo de 10, que Brook no pudo vencer, dándole derrotas consecutivas y su primera como peso wélter. En el momento del paro, los tres jueces tenían a Spence por delante en sus cuadros (97-92, 96-93, 95-94). A pesar de que ganó la pelea, Spence admitió que no fue su mejor actuación: "Me doy una B-. Estaba un poco decepcionado con mi ofensiva y defensa, pero le doy a Kell mucho crédito. Esto es lo que hacen los verdaderos campeones. Ir a cualquier parte para luchar ". Spence conectó 246 de 633 golpes lanzados (39%) mientras que Brook conectó 136 de 442 (31%). La pelea se mostró por la tarde en los EE. UU. En Showtime y tuvo un promedio de 291,000 espectadores, alcanzando un máximo de 337,000 espectadores. Estos fueron considerados números bajos, incluso para una exposición por la tarde, posiblemente debido a que es un fin de semana de vacaciones. Para la pelea, Spence ganó alrededor de £ 1 millón y Brook ganó un garantizado £ 3 millones.

#### Spence vs. Peterson
El 3 de octubre de 2017, Lamont Peterson (35-3-1, 17 KOs) dejó vacante su título WBA (Regular) con la esperanza de desafiar a Spence por su título de la IBF. Dan Rafael reveló que a Spence le prometió una bolsa de$ 3.5 millones de su mánager Al Haymon para su próxima pelea. El 13 de octubre, se informó que los términos se finalizarían en una semana. La pelea fue tentativamente programada para el 28° cumpleaños de Spence, el 13 de enero de 2018 contra Peterson. El evento se transmitirá en Showtime. Peterson peleó por última vez cuando destronó a David Avanesyan en febrero de 2017. La pelea se confirmó el 14 de octubre, con el Barclays Center como el favorito para acoger la pelea. En un presser, Spence habló con cariño de Peterson: "Es alguien a quien admiraba en los aficionados y de quien aprendí mucho. Tuve un campamento de entrenamiento con él en el centro de entrenamiento olímpico. Así que es un tipo al que realmente admiro. Es uno de mis luchadores favoritos. Peleará con cualquiera. Nunca he sabido que diga que no a una pelea. Estoy deseando que llegue. Tiene verdadera determinación. Es un verdadero luchador. Es un tipo que lo da todo y tiene un gran corazón". El 5 de noviembre, se informó que la pelea se confirmó para llevarse a cabo en el Barclays Center en Brookyn el 20 de enero de 2018.

#### Spence vs. Ocampo
El 30 de abril, un comunicado de prensa oficial confirmó que la pelea se llevaría a cabo en el The Ford Center at The Star en Frisco, Texas. Frente a una multitud llena de 12,604, Spence noqueó a Ocampo en el primer asalto para retener su título de la FIB. En respuesta a algunos golpes al cuerpo de Ocampo, Spence respondió con una dura izquierda al cuerpo que derribó a Ocampo. El árbitro Lawrence Cole hizo el conteo de 10 mientras Ocampo trataba de levantarse, pero tenía mucho dolor. El momento de la detención fue a los 3:00 del primer asalto. El nocaut para Spence fue su 11.ª detención consecutiva desde 2014. Spence dijo que quería unificar la división yendo tras el ganador de Shawn Porter contra Danny Garcia, Keith Thurman y Terence Crawford. Después de la pelea, Spence dijo: "Me sentí un poco decepcionado. Quería darle a la multitud el valor de su dinero. Quería que él se mantuviera un poco y le diera un poco de castigo, pero el golpe al cuerpo lo atrapó y lo dejé caer". Spence quería pelear al menos 5 asaltos. Según Ocampo, fue el exceso de confianza lo que lo alcanzó y terminó su desafío por el título mundial. Para la pelea, Spence ganó $1.2 millones y Ocampo recibió una bolsa de $75,000.

#### Spence vs. Mikey García
El 25 de octubre de 2018, BoxingScene.com informó que las negociaciones entre Spence y Mikey García (39-1, 30 KOs) estaban progresando, y es probable que la pelea se lleve a cabo en febrero de 2019 en Showtime PPV.García comenzó a llamar a Spence para una pelea antes de derrotar y unificar la división de peso ligero en julio. El 30 de octubre, García dejó vacante su título de peso ligero de la FIB y se canceló la oferta de bolsa para la posible pelea de Richard Commey. El 13 de noviembre, PBC hizo un anuncio oficial para su calendario de 2019. Se anunció que la pelea entre García y Spence se llevaría a cabo en el límite de peso wélter en el AT&T Stadium en Arlington, Texas el 16 de marzo de 2019, exclusivamente por FOX PPV. Muchos fanáticos reaccionaron al anuncio de la pelea. Algunos dieron la bienvenida a la pelea y elogiaron a García por 'atreverse a ser genial' y algunos fanáticos creían que la diferencia de tamaño sería demasiado, ya que Spence es considerado un peso wélter de gran tamaño.
Sin embargo, en la noche, Spence superó y dominó por completo a García, usando su alcance superior para lanzar constantemente jabs a la cabeza y al cuerpo desde la distancia, aterrizando 108 en el transcurso de la pelea. García trató de cerrar la distancia, pero con la ventaja de peso y altura de Spence, pudo dominar completamente a García incluso en la distancia más corta. En las rondas 8 y 9, Spence conectó más de 100 golpes en dos rondas, siendo la mayoría golpes de poder, usando constantemente ganchos adelantados y uppercuts en el respaldo cada vez mayor de García. En total, Spence conectó 345 golpes contra los 75 de García. García no pudo conectar golpes de dos dígitos en ninguno de los doce asaltos. Las tarjetas de puntuación de la noche marcaron 120-107 y 120-108, dos veces, para darle a Spence una victoria perfecta por blanqueada en 12 asaltos. Después de la pelea, Spence se unió al ring con el campeón mundial de ocho divisiones, Manny Pacquiao. Ambos declararon que les encantaría pelear entre ellos a continuación.

### Campeón Unificado de peso wélter

#### Spence vs. Porter
Spence peleó contra el dos veces campeón mundial de peso wélter Shawn Porter el 28 de septiembre de 2019, en una pelea de unificación con los títulos de peso wélter de la FIB y el CMB en juego. Porter trató de maltratar a Spence desde el principio, sabiendo que Spence es un boxeador superior, lo que resultó en una pelea intrigante y llena de acción, Spence derribó a Porter en el undécimo asalto en camino a una victoria por decisión dividida, y los jueces anotaron 116-111, 116-111, 112-115.Convirtiendo a Spence en campeón del CMB y la FIB. Fue candidata a pelea del año.

#### Spence vs. Danny García
En su primera pelea desde que chocó su auto en octubre de 2019, Spence peleó contra el ex campeón mundial de dos pesos Danny García el 5 de diciembre de 2020 (pospuesto desde el 21 de noviembre), en PPV en el estadio AT&T en Arlington, Texas con los títulos de peso wélter de la FIB y el CMB de Spence en juego. García ocupó el puesto número 2 por el CMB y el número 6 por The Ring en peso wélter. Se le otorgó una victoria por decisión unánime con puntajes de 116-112, 116-112 y 117-111, y retuvo sus títulos.

#### Spence vs. Ugás
Después de defender con éxito su título contra Pacquiao, Ugás solicitó a la AMB un permiso especial para eludir una defensa obligatoria contra Eimantas Stanionis para enfrentar a Spence en una pelea de unificación del título. La petición fue denegada por la AMB el 20 de octubre de 2021, quien afirmó: "... estamos en circunstancias especiales para resolver situaciones extraordinarias, como la reducción de campeones en cada división para tener un solo campeón". En consecuencia, a Ugás y Stanionis se les dio un período de 30 días para negociar los términos de su pelea. Como no pudieron llegar a un acuerdo, se ordenó una subasta para el 9 de diciembre, con una oferta mínima de $200,000. La oferta ganadora se dividiría 75/25 a favor de Ugás como el actual campeón.El 19 de diciembre de 2021, el presidente de la AMB, Gilberto J. Mendoza, confirmó que Spence-Ugas fue aprobado ya que Stanionis estaba dispuesto a hacerse a un lado. La pelea de unificación se anunció oficialmente el 8 de febrero de 2022. Estaba programada para encabezar una tarjeta de pago por visión de Showtime el 16 de abril, que tendrá lugar en el estadio AT&T en Arlington, Texas. Spence ganó la pelea por nocaut técnico en el décimo asalto. La pelea se detuvo por consejo del médico de primera fila, debido al ojo derecho gravemente hinchado de Ugás. Lideraba las tarjetas de puntuación de los tres jueces en el momento de la detención, con puntuaciones de 88–82, 88–82 y 88–83. Spence conectó más golpes totales (216 a 96) y más golpes de poder (192 a 77) que Ugás.

#### Spence vs. Crawford
Spence Jr. y el campeón de peso wélter de la WBO Terence Crawford llegaron a un acuerdo sobre “todos los términos materiales” para una unificación titular, que se esperaba que se llevara a cabo el 19 de noviembre de 2022. El acuerdo incluía una cláusula de revancha bilateral, con el ganador de la pelea ganando la mayoría de las ganancias en la revancha. Dos meses después, se reveló que las negociaciones se habían estancado y los boxeadores intentarían buscar peleas diferentes. Luego de esto, la WBC ordenó a Spence Jr. enfrentar a Keith Thurman en una defensa titular mandatoria. Fechas potenciales fueron rumoreadas para la pelea entre ambos, siendo el 17 de junio y el 22 de julio, pero ambas resultaron falsas. Finalmente, el 25 de mayo de 2023, se confirmó que Spence Jr. enfrentaría a Terence Crawford por los títulos indiscutidos de peso wélter el 29 de julio de 2023, en el T-Mobile Arena en Las Vegas, Nevada.

### Peso Super Wélter

#### Spence vs. Fundora
Spence está programado para enfrentar al campeón de peso superwélter Sebastian Fundora en octubre de 2024.

## Récord en boxeo profesional
| Récord profesional | Récord profesional | Récord profesional |
| 28 peleas          | 28 victorias       | 1 derrota          |
| ------------------ | ------------------ | ------------------ |
| Nocaut             | 22                 | 1                  |
| Decisión           | 6                  | 0                  |

| n.º | Resultado | Récord | Oponente                | Método | Asalto, tiempo | Fecha                    | Localización                                            | Notas |
| --- | --------- | ------ | ----------------------- | ------ | -------------- | ------------------------ | ------------------------------------------------------- | --- |
| 30  |           |        | Sebastian Fundora       |        | (12)           | octubre de 2024          | AT&T Stadium, Arlington, Texas                          | Por los títulos de peso wélter del WBO y el WBC.                                                                                     |
| 29  | Derrota   | 28–1   | Terence Crawford        | TKO    | 9 (12), 2:31   | 29 de julio de 2023      | T-Mobile Arena, Las Vegas, Nevada                       | Defiendiendo los títulos de peso wélter del WBC, la WBA y la IBF; Por los títulos de peso wélter de la WBO y el vacante de The Ring. |
| 28  | Victoria  | 28–0   | Yordenis Ugás           | TKO    | 10 (12), 1:44  | 16 de abril de 2022      | AT&T Stadium, Arlington, Texas                          | Retuvo los títulos de peso wélter del WBC y la IBF; Ganó el título de peso wélter de la WBA (Súper).                                 |
| 27  | Victoria  | 27–0   | Danny Garcia            | DU     | 12             | 5 de diciembre de 2020   | AT&T Stadium, Arlington, Texas                          | Retuvo los títulos de peso wélter del WBC y la IBF.                                                                                  |
| 26  | Victoria  | 26–0   | Shawn Porter            | DD     | 12             | 28 de septiembre de 2019 | Staples Center, Los Ángeles, California                 | Retuvo el título de peso wélter de la IBF; Ganó el título de peso wélter del WBC.                                                    |
| 25  | Victoria  | 25–0   | Mikey Garcia            | DU     | 12             | 16 de marzo de 2019      | AT&T Stadium, Arlington, Texas                          | Retuvo el título de peso wélter de la IBF.                                                                                           |
| 24  | Victoria  | 24–0   | Carlos Ocampo           | KO     | 1 (12), 3:00   | 16 de junio de 2018      | The Ford Center at The Star, Frisco, Texas              | Retuvo el título de peso wélter de la IBF.                                                                                           |
| 23  | Victoria  | 23–0   | Lamont Peterson         | RTD    | 7 (12), 3:00   | 20 de enero de 2018      | Barclays Center, Nueva York                             | Retuvo el título de peso wélter de la IBF.                                                                                           |
| 22  | Victoria  | 22–0   | Kell Brook              | KO     | 11 (12), 1:47  | 27 de mayo de 2017       | Bramall Lane, Sheffield, Reino Unido                    | Ganó el título de peso wélter de la IBF.                                                                                             |
| 21  | Victoria  | 21–0   | Leonard Bundu           | KO     | 6 (12), 2:06   | 21 de agosto de 2016     | Ford Amphitheater at Coney Island, Nueva York           | |
| 20  | Victoria  | 20–0   | Chris Algieri           | TKO    | 5 (10), 0:48   | 16 de abril de 2016      | Barclays Center, Nueva York                             | |
| 19  | Victoria  | 19–0   | Alejandro Barrera       | TKO    | 5 (12), 1:46   | 28 de noviembre de 2015  | The Bomb Factory, Dallas, Texas                         | |
| 18  | Victoria  | 18–0   | Chris van Heerden       | TKO    | 8 (10), 0:50   | 11 de septiembre de 2015 | Ricoh Coliseum, Toronto, Ontario, Canadá                | |
| 17  | Victoria  | 17–0   | Phil Lo Greco           | TKO    | 3 (10), 1:50   | 20 de junio de 2015      | MGM Grand Garden Arena, Paradise, Nevada                | |
| 16  | Victoria  | 16–0   | Samuel Vargas           | TKO    | 4 (10), 1:45   | 11 de abril de 2015      | Barclays Center, New York                               | |
| 15  | Victoria  | 15–0   | Francisco Javier Castro | TKO    | 5 (8), 2:43    | 13 de diciembre de 2014  | MGM Grand Garden Arena, Paradise, Nevada                | |
| 14  | Victoria  | 14–0   | Noe Bolanos             | RTD    | 2 (8), 3:00    | 11 de septiembre de 2014 | Hard Rock Hotel and Casino, Paradise, Nevada            | |
| 13  | Victoria  | 13–0   | Ronald Cruz             | DU     | 10             | 27 de junio de 2014      | Hard Rock Hotel and Casino, Paradise, Nevada            | |
| 12  | Victoria  | 12–0   | Raymond Charles         | TKO    | 1 (10), 2:52   | 18 de abril de 2014      | Illusions Theater, San Antonio, Texas                   | |
| 11  | Victoria  | 11–0   | Peter Olouch            | KO     | 4 (8), 1:39    | 10 de febrero de 2014    | Cowboys Dancehall, San Antonio, Texas                   | |
| 10  | Victoria  | 10–0   | Gerardo Cuevas          | RTD    | 1 (8), 3:00    | 13 de diciembre de 2013  | Fantasy Springs Resort Casino, Indio, California        | |
| 9   | Victoria  | 9–0    | Emmanuel Lartie Lartey  | DU     | 8              | 14 de octubre de 2013    | BB&T Center, Sunrise, Florida                           | |
| 8   | Victoria  | 8–0    | Jesús Tavera            | TKO    | 1 (8), 2:33    | 12 de septiembre de 2013 | MGM Grand Marquee Ballroom, Paradise, Nevada            | |
| 7   | Victoria  | 7–0    | Eddie Cordova           | KO     | 1 (6), 2:13    | 20 de julio de 2013      | Fantasy Springs Resort Casino, Indio, California        | |
| 6   | Victoria  | 6–0    | Guillermo Ibarra        | KO     | 1 (6), 1:32    | 1 de junio de 2013       | BB&T Center, Sunrise, Florida                           | |
| 5   | Victoria  | 5–0    | Brandon Hoskins         | TKO    | 1 (6), 2:35    | 3 de mayo de 2013        | The Cosmopolitan of Las Vegas, Paradise, Nevada         | |
| 4   | Victoria  | 4–0    | Luis Torres             | DU     | 4              | 2 de marzo de 2013       | Our Lady of the Lake University Gym, San Antonio, Texas | |
| 3   | Victoria  | 3–0    | Nathan Butcher          | TKO    | 1 (4), 1:03    | 26 de enero de 2013      | Hard Rock Hotel and Casino, Paradise, Nevada            | |
| 2   | Victoria  | 2–0    | Richard Andrews         | TKO    | 3 (4), 0:44    | 15 de diciembre de 2012  | Memorial Sports Arena, Los Ángeles, California          | |
| 1   | Victoria  | 1–0    | Jonathan García         | KO     | 3 (4), 2:41    | 9 de septiembre de 2013  | Fantasy Springs Resort Casino, Indio, California        | |

## Peleas en Pay-per-view
| N.º | Fecha                    | Pelea                                 | Billing                                | Compras   | Cadena     | Ingreso      |
| --- | ------------------------ | ------------------------------------- | -------------------------------------- | --------- | ---------- | ------------ |
| 1   | 16 de marzo de 2019      | Errol Spence Jr. vs. Mikey Garcia     | Spence Jr. vs. Garcia                  | 360.000   | Fox Sports | $30.000.000  |
| 2   | 28 de septiembre de 2019 | Errol Spence Jr. vs. Shawn Porter     | Spence Jr. vs. Porter                  | 350.000   | Fox Sports | $26.250.000  |
| 3   | 5 de diciembre de 2020   | Errol Spence Jr. vs. Danny García     | Spence Jr. vs. García                  | 250.000   | Fox Sports | $18.750.000  |
| 4   | 16 de abril de 2022      | Errol Spence Jr. vs. Yordenis Ugás    | Spence Jr. vs. Ugás                    | 250.000   | Showtime   | $32.125.000  |
| 5   | 29 de julio de 2023      | Errol Spence Jr. vs. Terence Crawford | Undefeated. Undisputed. Unprecedented. | 700.000   | Showtime   | $59,000,000  |
|     | Total                    | Total                                 | Total                                  | 1.335.000 |            | $166.125.000 |